# 양재하 (1883년)
양재하(楊在河, 일본식 이름: 靑木在河아오키 사이카, 1883년 6월 20일 ~ 1946년 11월 21일)는 일제강점기의 관료 겸 기업인이다.

## 생애
1883년 (고종20) 6월 20일 출생했다. 본적지는 경상북도 달성군 수성면이며, 부친은 양중계(楊重癸)이다.
1899년 부산 개성학교 초등과를 졸업하고 1904년 10월 시종원 분시어(侍從院分侍御)에 임명되었다. 1906년부터 1907년까지 태극학회, 1909년부터 1910년까지 대한흥학회에서 활동한 엘리트로 1913년 도쿄제국대학 임학과를 졸업했다. 이후 이왕직의 촉탁으로 위촉되었고, 계림농림주식회사와 주식회사 대동사 지배인을 지내는 등 기업인으로 일했다.
1921년에 봉천 주재 일본 총영사관의 부영사로 임명된 것을 시작으로 고위 외교관과 관료로 근무했다. 양재하와 김우영이 일본 제국의 외교관이 된 것은 3·1 운동 이후 펼쳐진 유화 정책의 일환이었으며, 첫 사례였기 때문에 크게 선전되었다. 1945년 광복 시점까지 일본 외무성 소속의 조선인 부영사는 양재하를 포함해 총 6명이 배출되었다.
다음 임지로는 한국인 교포가 많은 미국 하와이주의 호놀룰루 주재 부영사로 발령받았다. 이 역시 정치적인 목적이 강한 인사였던데다 하와이를 기지로 한 독립운동을 방해할 목적이라 하여, 현지 교포들이 "조선사람으로서 일본영사관에 부영사로 와있는 것은 우리의 수치"라며 축출 운동을 벌였다. 양재하의 운전 기사가 시비에 휘말려 상해를 입은 일도 있었다.
이후 조선으로 돌아와 군수와 도 참여관을 지냈다. 충북 참여관으로 재임 중이던 1937년과 1938년에 《매일신보》에 시국과 관련된 글을 기고하는 등 시정연설을 여러 차례 발표했다. 일본의 식민통치로 조선인이 일등국민이 되었다고 선전하거나, 중일 전쟁 발발로 어수선한 시국 속에 조선인도 일본인에 뒤지지 않도록 국가에 충성해야 한다는 내용이다.
양재하는 처음 부영사로 임명되어 관직에 들어선 지 17년 만인 1938년에 고등관 2등에 오르면서 고속 승진을 했으며, 공로를 인정받아 일본과 만주국 정부으로부터 훈장도 여러 차례 수여받았다. 1936년에 일본이 추진한 조선인의 만주 이주와 관련된 기업인 선만척식주식회사의 창립준비위원을 맡았고, 이후 이 회사와 만선척식주식회사의 감사를 역임하며 주요 간부로 활동했다.
슬하에 5남이 있으며, 장남은 양일갑(楊一甲)이다.

## 약력
- 1913년 : 도쿄제국대학 농과대학 임학과 졸업
- 1913년 : 이왕직 산림사무 촉탁
- 1921년 : 봉천 주재 일본총영사관 부영사
- 1925년 : 호놀룰루 주재 일본총영사관 부영사
- 1929년 : 경상남도 양산군 군수
- 1930년 : 조선총독부 사무관 (고등관 5등)
- 1936년 : 선만척식주식회사 창립준비위원
- 1936년 : 충청북도 참여관
- 1938년 : 고등관 2등
- 1938년 : 선만척식주식회사·만선척식주식회사 감사
- 1939년 : 종4위 서위
- 1941년 : 조선인광주식회사 감사

## 훈포장 서훈 내역
- 1934년 : 훈6등 서보장
- 1934년 : 종군기장
- 1935년 : 만주제국황제방문기념장 (만주국)
- 1938년 : 훈5등 서보장
- 1941년 : 훈6위 경운장 (만주국)

## 사후
- 2002년 : 친일파 708인 명단 2개 부문 수록 - 도 참여관, 조선총독부 사무관
- 2007년 : 대한민국 친일반민족행위진상규명위원회의 친일반민족행위 195인 명단 관료 부문 수록
- 2008년 : 민족문제연구소의 친일인명사전 수록예정자 명단 관료, 해외 부문 수록

## 같이 보기
- 선만척식주식회사

## 참고자료
- 친일반민족행위진상규명위원회 (2007년 12월). 〈양재하 (楊在河)〉 (PDF). 《2007년도 조사보고서 II - 친일반민족행위결정이유서》. 서울. 979~995쪽쪽. 발간등록번호 11-1560010-0000002-10. [깨진 링크(과거 내용 찾기)]
- 한국역대인물 종합정보시스템. http://people.aks.ac.kr/front/dirSer/ppl/pplView.aks?pplId=PPL_7HIL_A1883_1_0024906&curSetPos=0&curSPos=0&category=dirSer&isEQ=true&kristalSearchArea=P
- 민족문화대백과사전. https://encykorea.aks.ac.kr/Article/E0074818